# Daniel Coronell
Daniel Alfonso Coronell Castañeda (Bogotá, 25 de octubre de 1964) es un periodista, profesor, investigador y empresario colombiano.
Ha sido director de noticias de RCN, Noticias Uno y presidente del Noticias Univision, la cadena hispana de Estados Unidos. De 2021 a 2023 fue el presidente de la revista Cambio. Desde octubre de 2021 hace parte de la mesa de trabajo del programa La W con la sección llamada El Reporte Coronell de la W Radio de Caracol. Es columnista y cofundador del portal digital Los Danieles. El 31 de agosto de 2023 se anunció que Coronell regresaba a Univisión como presidente de noticias, cargo que había dejado en 2021.
Coronell ha revelado algunos de los grandes escándalos de los últimos años siendo uno de los más connotados el que envuelve al expresidente Álvaro Uribe y a su abogado Diego Cadena. Además, están los casos del entrenador de paramilitares Yair Klein, la fuga de Pablo Escobar y los vínculos de narcotraficantes con la campaña a la presidencia de Ernesto Samper, entre otros. 
Por 16 años consecutivos ha sido seleccionado como el columnista más leído por los líderes de opinión de Colombia según el panel de opinión de Cifras y Conceptos. Su columna de opinión fue publicada por la revista Semana y más tarde por el portal Los Danieles.

## Trayectoria profesional
Coronell es comunicador social y periodista de la Universidad Externado de Colombia. Cursó estudios de Especialización en Suiza y España. Ha sido profesor de las Universidades Javeriana, Externado de Colombia y de la Universidad de Los Andes. Fue Senior Research Fellow de la Knight Fellowship de la Universidad de Stanford, así como investigador y profesor visitante (Senior Visiting Scholar) de la Universidad de California, en Berkeley.
Dentro de sus investigaciones en 1980 y 1990 están las denuncias contra Yair Klein, el mercenario israelí que entrenó paramilitares en el Magdalena Medio, la negligencia militar para custodiar al mafioso Pablo Escobar durante su encarcelamiento en La Catedral (de donde se fugó), las llamadas que vinculaban al presidente Ernesto Samper con la narcotraficante Elizabeth Montoya (alias 'Monita Retrechera'), quien trabajaba para el Cartel de Cali, o los abusos de las Fuerzas Armadas Revolucionarias de Colombia en la Zona de distensión.

### Años 2000, amenazas y exilio
Coronell es conocido por sus posiciones frente a la actualidad colombiana y mundial. Sus escritos han criticado al gobierno del expresidente Álvaro Uribe Vélez y a los líderes paramilitares.
Coronell fue víctima de múltiples amenazas que lo obligaron al exilio. En 2002 recibió amenazas después de publicar que en 1984 un helicóptero de propiedad del padre del presidente Álvaro Uribe había sido encontrado en el laboratorio de coca de Tranquilandia. La aeronave había obtenido su licencia cuando Álvaro Uribe era director de la Aeronáutica Civil. En septiembre de 2005, Coronell tuvo que salir del país y vivir en el exilio durante dos años por amenazas de muerte hechas a él y a su familia.
En agosto de 2005 se exilió en Estados Unidos junto con su esposa, la también periodista María Cristina Uribe y su hija. Coronell había recibido amenazas de muerte mediante llamadas telefónicas, coronas fúnebres y correos electrónicos. Según las investigaciones del propio Coronell, confirmadas por las autoridades, el excongresista Carlos Náder Simmonds, quien reside en España y es mencionado por Fernando Garavito en su biografía no autorizada de Álvaro Uribe como muy cercano al expresidente de Colombia, estuvo al parecer detrás de las amenazas electrónicas contra Coronell. En su defensa ante la prensa, Náder dijo que muchas personas usaban su computadora, incluyendo los hijos del presidente Uribe.[cita requerida]  Náder estuvo en prisión en Estados Unidos por tráfico de drogas y nunca fue enjuiciado por las amenazas.
Coronell y su familia regresaron a Colombia en julio de 2007. Pocos meses después se vio envuelto en una discusión, al aire, con el presidente de la República, a través de una de las emisoras de la capital colombiana.

### Años 2010, salida de Noticias Uno de la TV abierta
En febrero de 2010, en su artículo en la revista Semana denunció anormalidades en la financiación de la campaña presidencial del precandidato Andrés Felipe Arias (exministro de Agricultura).
En marzo de 2018, el expresidente Álvaro Uribe Vélez insinuó en uno de sus tuits en la red social Twitter que si Iván Duque llegara a la presidencia, se replantearía la concesión a Noticias Uno, noticiero del que Coronell es accionista. En septiembre de 2019, con Duque como presidente, Noticias Uno anunció que salía del aire "por decisión de los accionistas del Canal Uno", si bien en un principio se habló del fin definitivo del noticiero, en diciembre de 2019 se anunció que continuaría sus emisiones en el canal de TV por suscripción Cablenoticias y por redes sociales. Para sostener al noticiero, seriamente afectado en sus finanzas por la salida de la TV abierta, se recurrió al micromecenazgo a través de la plataforma Vaki; a mayo de 2022, el noticiero acumulaba 93.571 aportes de más de 20.000 donantes, que sumaban más de 3.000 millones de pesos colombianos, lo que le permitió seguir funcionando. 
En 2019 publicó en Semana una columna cuestionando a esa revista por no publicar una investigación de The New York Times sobre "falsos positivos" en el gobierno de Iván Duque. Tras su salida de Semana fundó el portal Los Danieles con Daniel Samper Ospina.

## Controversias

### Adjudicación deCanal 1durante gobierno Santos
En 2017, el Ministerio de Tecnologías de la Información y Comunicaciones encabezado por David Luna, desarrolló una licitación para adjudicar la administración del Canal 1 en cumplimiento de un nuevo artículo incluido en el Plan de Desarrollo por el expresidente Juan Manuel Santos, otorgando la licitación a un solo proponente específico, a pesar de que según la Corte Constitucional Colombiana, ésta debía realizarse con un número plural de proponentes, así lo señaló en fallo de constitucionalidad condicionada expedido por el alto tribunal, argumentando que las condiciones originales de la licitación requerían un número no menor de cuatro concesionarias y sólo se había cerrado con uno; lo que iba en contravía de la pluralidad estipulada en la Ley. Estos hechos, y la posterior demanda de la licitación por parte de varios postores, entre ellos Jorge Barón, quienes cuestionaron la legitimidad del proceso que finalmente se otorgó al único postor al que se le permitió comparecer, Plural Comunicaciones, consorcio del que hacía parte el periodista y empresario Daniel Coronell. Las demandas jamás prosperaron. La participación de NTC del cual es socio Coronell, fue cedida al socio mayoritario en 2022,  en 2019 ya había terminado en la salida de dicho canal del informativo Noticias Uno de NTC, argumentando problemas económicos aunque algunas fuentes hablaron de posible censura. Noticias Uno pasó a emitirse en formato independiente por redes sociales y más tarde también pasó a ser emitido por el canal por cable Cablenoticias.

### Pleitos judiciales con Álvaro Uribe y familia
En el 2017 Daniel Coronell interpuso una demanda por calumnia agravada contra el expresidente Álvaro Uribe, quien se refirió a Coronell como «narcotraficante» y «extraditable». En abril de 2023, en una audiencia de conciliación ante la fiscalía, Uribe aceptó retractarse y publicó un trino en X. Sin embargo, Coronell consideró que los términos de la retractación eran inaceptables por lo que decidió no conciliar con el expresidente.En septiembre del 2023 Uribe fue imputado por el delito de calumnia agravada en contra del periodista. La defensa de Uribe interpuso un recurso de queja, que le fue concedido, para que otro juez estudie si, dada la retractación de Uribe, debe precluir el proceso.
Las acusaciones de Uribe hacia Coronell empezaron en el año 2002 cuando Coronell publicó una columna en la revista Semana donde afirmó que un helicóptero de Alberto Uribe Sierra, papá del entonces candidato presidencial Álvaro Uribe, había sido encontrado en 1984 en el laboratorio de cocaína de Tranquilandia (un año después del asesinato de Alberto Uribe). Como respuesta a dicha columna, Uribe acusó a Coronell por primera vez de supuestamente beneficiarse de compañías de Justo Pastor Perafán, extraditado y condenado narcotraficante, y de ser socio de César Villegas, un polémico empresario, condenado por enriquecimiento ilícito. Dichas acusaciones han salido a la luz en diferentes oportunidades por parte del expresidente Uribe y sus hijos Tomás y Jerónimo Uribe como resultado de las publicaciones de Coronell en contra del expresidente y su familia.
En el 2010, Coronell demandó por primera vez a Uribe y a sus hijos por injuria y calumnia.Alrededor del 2011, los hijos de Uribe demandaron a Coronell.De esas primeras demandas no se conocen resultados judiciales. Coronell demandó nuevamente a Uribe en el 2016, pero el proceso fue archivado en el 2023.Su última demanda, por un trino del 2017 en la plataforma X (en ese entonces Twitter) resultó en un juicio en curso en contra del expresidente Uribe, quien se retractó de haber acusado a Coronell de ser narcotraficante.
Coronell ha indicado que estas acusaciones son una retaliación de Uribe y sus hijos debido a sus investigaciones como la Yidispolitica y la zona franca en la que participaron los hermanos Uribe Moreno, y una supuesta relación de éstos con el caso Odebrecht en Colombia,así como el Caso Uribe, el escándalo de Agro Ingreso Seguro y los posibles vínculos del padre de Álvaro Uribe, Alberto Uribe Sierra, con el narcotraficante Pablo Escobar entre otros escándalos de corrupción alrededor del expresidente. La Fundación para la Libertad de Prensa manifestó que las afirmaciones de Uribe en contra de Coronell carecen de sustento y constituyen un acoso judicial contra el periodista, sumado a las amenazas, interceptaciones ilegales y exilio que sufrió el periodista durante el gobierno Uribe y por lo cual en 2017 la Corte Suprema condenó a María del Pilar Hurtado, exdirectora del Departamento Admistrativo de Seguridad DAS y a Bernardo Moreno, secretario general de la Presidencia durante el gobierno de Álvaro Uribe, en el caso conocido como Escándalo de las chuzadas.En el caso de la zona franca, el Consejo de Estado le ha dado la razón a los Uribe Moreno declarando que no había existido menoscabo a la moralidad administrativa.

### Relación de NTC con César Villegas e Imagen y Sonido
En 1991 Daniel Coronell le vendió una participación mayoritaria de NTC a César Villegas. En 1996, el mismo Coronell le recompró la participación a César Villegas,quien posterior a esto fue condenado en sentencia anticipada por enriquecimiento ilícito, por hechos ocurridos en 1994 cuando aún era socio de NTC. Sobre este hecho, Coronell ha demostrado que las acciones de César Villegas en NTC le fueron compradas antes de que fuera capturado.
Siendo Coronell accionista mayoritario y director del noticiero NTC, elaboró un programa piloto con la empresa Imagen y Sonido, de propiedad de Justo Pastor Perafán. Dichas acusaciones fueron inicialmente divulgadas por el periódico El Colombiano, luego de que Coronell develara que la entonces directora de ese diario, y posteriormente senadora del Centro Democrático, Ana Mercedes Gómez Martínez, había sido beneficiada del programa Agro Ingreso Seguro, uno de los escándalos de corrupción más notables durante el gobierno Uribe. Coronell solicitó rectificación a la directora de El Colombiano aclarando que Imagen y Sonido no solo había trabajado con NTC sino con Caracol Television, DFL Televisión, el Ejército Nacional en la serie Hombres de honor, entre otras empresas puesto que para la época Imagen y Sonido era una empresa pionera en la televisión digital en Colombia y para entonces no existían procesos en contra de esta. Además de aclarar que no conocía al señor Perafán ni su empresa tenía ninguna sociedad empresarial con la de este. El Colombiano negó la solicitud de rectificación y reiteró que en la publicación se habían consignado "hechos veraces".

## Publicaciones
- Recordar es morir, 2016
- Los niños del Amazonas, 2023

## Podcast
- Uribe Acorralado, 2021. Spotify[55]

## Reconocimientos
Coronell ha ganado diez premios Emmy y dos Peabody Awards por su trabajo con el equipo periodístico de Univisión. También ha obtenido en siete ocasiones el Premio Nacional de Periodismo Simón Bolívar: 
- 1988: Mejor Crónica en TV
- 1989: Mejor Reportaje
- 1992: Mejor Trabajo Cultural
- 2007: Mejor Columna de Opinión
- 2008: Mejor seguimiento a una noticia en TV
- 2008: Mejor Investigación en TV
- 2013: Periodista del año
- 2022: Periodista del año

En 2009 obtuvo el máximo galardón a un trabajo en televisión entregado por la Fundación Nuevo Periodismo Iberoamericano, por Un crimen casi perfecto, elaborado en 2007 con un equipo de Noticias Uno.
En 2018, recibió el premio Vida y Obra José de Recasens, entregado por la facultad de Comunicación Social-Periodismo de la Universidad Externado de Colombia, por su "amor a la verdad".